# 東京都道・埼玉県道239号足立川口線

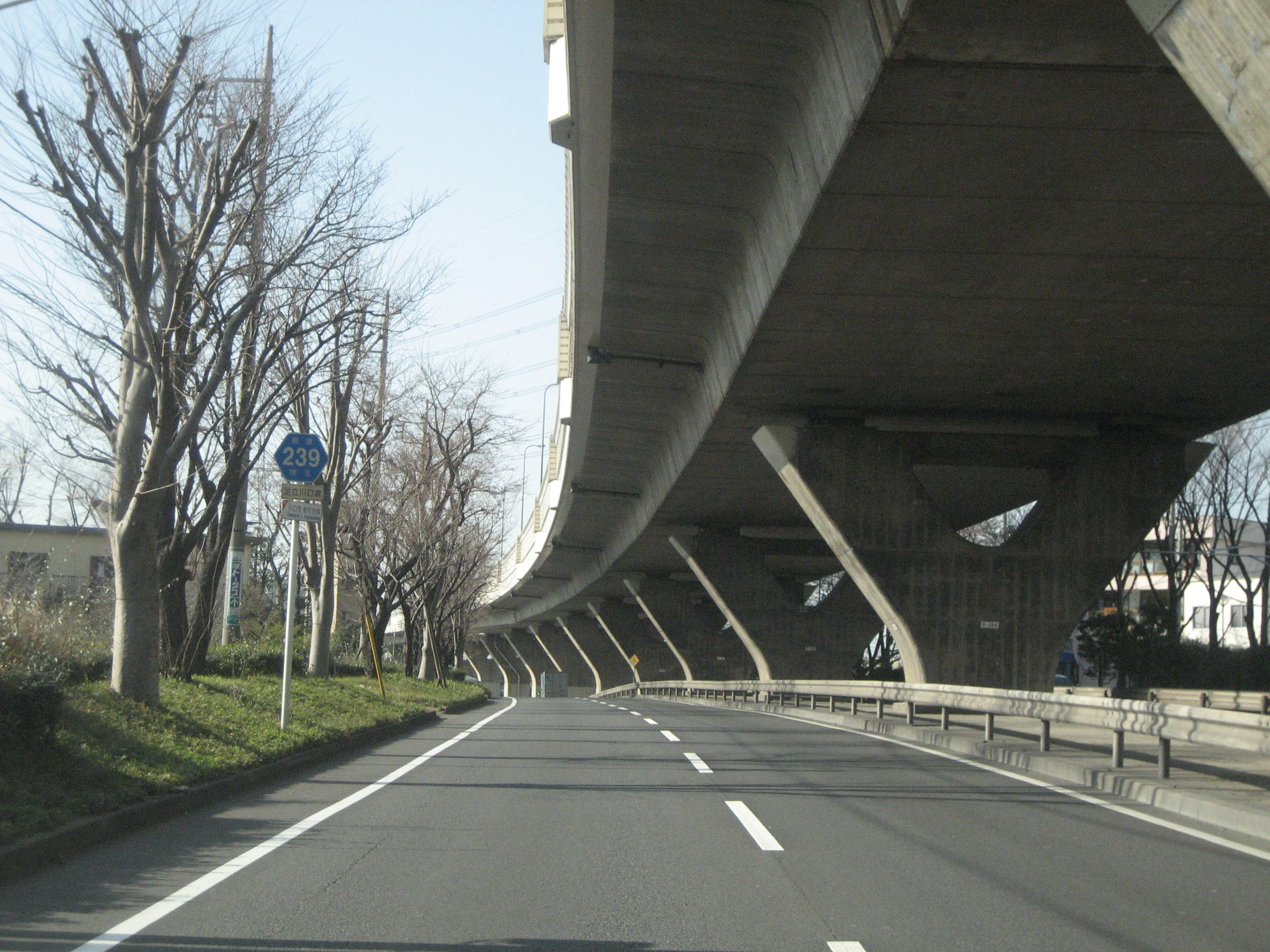
埼玉県川口市内（上の高架は首都高速川口線）

東京都道・埼玉県道239号足立川口線（とうきょうとどう・さいたまけんどう239ごう あだちかわぐちせん）は、東京都足立区から埼玉県川口市に至る都道府県道である。全線の大半が首都高速川口線の高架下を通っている。

## 路線概要
- 起点：東京都足立区鹿浜（鹿浜交差点）
- 終点：埼玉県川口市（国道122号交点）
- 総距離：5,280m（川口市東領家を除く埼玉県内）、約4,050m（東京都内並びに埼玉県川口市東領家）

## 通過する自治体
- 東京都
  - 足立区
- 埼玉県
  - 川口市

## 重複する主な道路
- 東京都道・埼玉県道107号東京川口線（起点 - 川口市東領家五丁目）
- 東京都道・埼玉県道106号東京鳩ヶ谷線（入谷七丁目北交差点 - 入谷四丁目/入谷北交差点）

## 接続・交差する主な道路
| 交差する道路                         | 交差する道路                          | 交差点名        | 交差点名 | 交差点名 | 最高速度 (km/h) |
| ------------------------------------ | ------------------------------------- | --------------- | -------- | -------- | --------------- |
| 東京都道318号環状七号線(環七通り)    | 東京都道318号環状七号線(環七通り)     | 鹿浜            | 東京都   | 足立区   | 40              |
| 埼玉県道107号東京川口線              | 埼玉県道107号東京川口線               |                 | 埼玉県   | 川口市   | 50              |
| 首都高速川口線                       | 首都高速川口線                        | 東領家出口      | 埼玉県   | 川口市   | 50              |
| 首都高速川口線                       | 首都高速川口線                        | 加賀出入口      | 東京都   | 足立区   | 50              |
|                                      | 東京都道106号東京鳩ヶ谷線(鳩ヶ谷街道) | 入谷7丁目北     | 東京都   | 足立区   | 50              |
| 東京都道104号川口草加線              | 東京都道104号川口草加線               | 入谷町北        | 東京都   | 足立区   | 50              |
| 首都高速川口線                       | 首都高速川口線                        | 足立入谷出入口  | 東京都   | 足立区   | 50              |
| 東京都道104号川口草加線              | 東京都道104号川口草加線               | 入谷4丁目       | 東京都   | 足立区   | 50              |
| 首都高速川口線                       | 首都高速川口線                        | 新郷出入口      | 埼玉県   | 川口市   | 50              |
| 埼玉県道58号台東川口線(第二産業道路) | 埼玉県道58号台東川口線(第二産業道路)  | 本蓮1丁目       | 埼玉県   | 川口市   | 50              |
| 埼玉県道34号さいたま草加線           | 埼玉県道34号さいたま草加線            | 辰井橋          | 埼玉県   | 川口市   | 50              |
| 首都高速川口線                       | 首都高速川口線                        | 安行出入口      | 埼玉県   | 川口市   | 50              |
| 埼玉県道328号金明町鳩ヶ谷線          | 埼玉県道328号金明町鳩ヶ谷線           | 安行吉岡        | 埼玉県   | 川口市   | 50              |
| 埼玉県道161号越谷川口線              | 埼玉県道161号越谷川口線               | 赤山            | 埼玉県   | 川口市   | 50              |
| 首都高速川口線                       | 首都高速川口線                        | 新井宿出入口    | 埼玉県   | 川口市   | 50              |
| 埼玉県道105号さいたま鳩ヶ谷線        | 埼玉県道105号さいたま鳩ヶ谷線         | 西新井宿        | 埼玉県   | 川口市   | 50              |
| 国道122号                            | 国道122号                             | 川口JCT南歩道橋 | 埼玉県   | 川口市   | 50              |

## 沿道施設

### 東京都
- 江北公園
- 足立区立加賀中学校
- 足立流通センター
- 東京都中央卸売市場北足立市場
- 舎人公園
- 入谷中丸公園
- 入谷中央公園
- 足立区立入谷中学校
- 足立区立入谷小学校

### 埼玉県
- 領家第四公園
- 文化放送送信所
- 川口市立東中学校
- 川口市立慈林小学校
- 江川運動公園
- 首都高速道路川口パーキングエリア

## 特記事項
- 埼玉県川口市東領家地区（東京都道・埼玉県道107号東京川口線との重複区間を除く）は都県境の埼玉県寄りに位置するが、境界が入り組んでいるため東京都管理であり、街路灯、ガードレールなどの設備は都道仕様の物が設置されている。また、信号機は警視庁が設置・管理を行っている。ただし、道路標識（規制標識）については、埼玉県側は埼玉県公安委員会が、東京都側は警視庁が設置・管理を行っている。